# 員山子分洪道
員山子分洪道は、台湾新北市瑞芳区の員山子に設けられた基隆河の洪水対策用の分水トンネルである。

## 概要
基隆河は、全長87kmで新北市、基隆市、台北市を「つ」字型で流れる川であり、たびたび洪水をおこしていた。
2000年の象神台風で台北市、新北市、基隆市内が浸水し、対策が急務となり、員山子(海抜約60ｍ)に長さ2484ｍのトンネルを掘り基隆河上流の水を東シナ海に分水するものである。

## 浸水被害
基隆河は、淡水河水系の大きな支流の１つで、過去たびたび洪水被害を受けていた。
2000年の象神台風により、465haが浸水し員山子分洪道の建設が推進されることとなる。
- 2001年9月 台風16号(納莉:Nari)

2001年9月16日夜から18日まで49時間雨が続き累積雨量が各地で1000mmを超えた。台湾では114人(行方不明10人含)が亡くなる。
- 2000年9月 台風20号(象神)

台湾に上陸はしなかったが、東海岸沿をかすめ下から上に進み汐止、東湖が水浸しとなる。

## 分洪道の運用方法と効果
- 概要

2002年6月から開始し、2005年に完成。勾配1％、出口には、水の勢いを緩めるための消能池を設けている。
　　分洪は、攔河堰上游堰前の水位により、以下の操作を行う。
1) 水位が標高63ｍ未満であれば、排砂道閘門は全開で下流に水を流す。
2) 水位が標高63ｍ以上であれば、排砂道閘門は閉めて分洪道に水を流す。
3) 水位が標高62.5ｍに下がれば、排砂道閘門を開けてへ平常状態とする。
　[洪水警報]
a) 分洪予警: 水位が62.5になれば分洪予警を発する。
b) 分洪警報: 水位が63ｍになれば分洪警報を発する。
c) 緊急警報: 水位が67.2ｍになり、分洪トンネルが満水状態になった時に緊急警報を発する。
- 分洪記録

最高水位は、2015年9月杜鵑颱風で66.02mとなる。トンネル満水水位67.2ｍに１m弱まで迫る。65m台が5回発生しており、台北市、新北市の洪水を防いでいる。

## 運用後の汐止地区淹水
- 2016年6月18日 汐止大淹水

新北市汐止の１時間雨量が79mm,累積雨量141.5mmとなり、汐止各所で水が溢れた。
新北市では、排水改善工事を行った。
　　2017年 　大同路三段110號、仁愛路新台五路橋下涵洞、南陽街(福德三路)與吉林街交叉口
　　2019年～ 新興路